# Kostomłoty Pierwsze
Kostomłoty Pierwsze – wieś w Polsce położona w województwie świętokrzyskim, w powiecie kieleckim, w gminie Miedziana Góra.
Na wschód od miejscowości znajduje się przystanek kolejowy Kostomłoty. Dojazd z Kielc zapewniają autobusy komunikacji miejskiej linii 32.
W pobliżu wsi znajduje się wyrobisko nieczynnego kamieniołomu Mogiłki, gdzie wydobywano wapienie dewońskie.
W latach 1975–1998 miejscowość administracyjnie należała do województwa kieleckiego.

## Części wsi
| SIMC    | Nazwa               | Rodzaj    |
| ------- | ------------------- | --------- |
| 0252322 | Grzeszyn            | część wsi |
| 0252339 | Kopanina            | część wsi |
| 0252345 | Kostomłoty-Zamłynie | część wsi |
| 0252351 | Maciejówka          | część wsi |
| 0252368 | Pod Olszynami       | część wsi |
| 0252374 | Stara Wieś          | część wsi |
| 0252380 | Sufraganiec         | część wsi |
| 0252397 | Wilcza Jama         | część wsi |

## Zabytki
Kaplica pw. Przemienienia Pańskiego z 1852 r., wpisana do rejestru zabytków nieruchomych (nr rej.: A.422 z 1.04.1986).